# Liste der Einträge im National Register of Historic Places im Grant County (Minnesota)

Lage des Grant County in Minnesota

Die Liste der Einträge im National Register of Historic Places im Grant County in Minnesota führt alle Bauwerke und historischen Stätten im Grant County auf, die in das National Register of Historic Places aufgenommen wurden.

## Aktuelle Einträge
| [ 2 ] | Name                     | Bild                     | Eintragsdatum        | Lage                                                      | Ort                   | Beschreibung |
| ----- | ------------------------ | ------------------------ | -------------------- | --------------------------------------------------------- | --------------------- | --- |
| 1     | Fort Pomme de Terre Site | Fort Pomme de Terre Site | 1974 ID-Nr. 74001018 | County Road 4 46° 4′ 0,6″ N, 95° 52′ 56,5″ W              | Pelican Lake Township | Stelle, an der 1859 eine Postkutschenstation errichtet worden war; von der US-Army nach dem Sioux-Aufstand von 1862 befestigt |
| 2     | Grant County Courthouse  | Grant County Courthouse  | 1985 ID-Nr. 85001945 | 10 2nd Street, Northeast 45° 59′ 41,4″ N, 95° 58′ 36,5″ W | Elbow Lake            | 1905 errichtetes Gerichts- und Verwaltungsgebäude                                                                             |
| 3     | Roosevelt Hall           | Roosevelt Hall           | 1985 ID-Nr. 85001819 | Hawkins Avenue 45° 54′ 39,4″ N, 95° 53′ 18,6″ W           | Barrett               | 1934 von der Civil Works Administration errichtete Versammlungshalle                                                          |

## Frühere Einträge
| [ 2 ] | Name                                             | Bild | Eintragsdatum        | Lage                                                | Ort        | Beschreibung |
| ----- | ------------------------------------------------ | ---- | -------------------- | --------------------------------------------------- | ---------- | ------------ |
| 1     | Minneapolis, St. Paul and Sault Ste. Marie Depot |      | 1988 ID-Nr. 88002152 | 111 Central Avenue 45° 59′ 21,9″ N, 95° 58′ 44,8″ W | Elbow Lake |              |